# Centulle II de Béarn
Centulle II († 940) est un vicomte de Béarn du Xe siècle, petit-fils de Centulle Ier, vicomte de Béarn. Le nom de son père n'est pas connu et l'on ne sait pas s'il a succédé à son père ou son grand-père.

## Biographie
Il est connu par un acte de donation (non daté) en faveur de l'abbaye de Saint-Vincent-de-Lucq qu'il fit avec son fils Gaston et qui concernait une villa à Bordeaux. Il semble qu'il ait acquis Oloron qu'il a intégré au Béarn.
D'une épouse inconnue, il laisse :
- Gaston Ier († 984), vicomte de Béarn.